# Antonia Rodríguez Medrano
Antonia Rodríguez Medrano (Duraznos, Bolivia; 1960) es una dirigenta sindical y política boliviana de origen quechua. Fue la ministra de Desarrollo Productivo y Economía Plural de Bolivia desde el 23 de enero de 2010 hasta el 23 de enero de 2011, durante el segundo gobierno del presidente Evo Morales Ayma.

## Biografía
Antonia Rodríguez Medrano nació en la comunidad quechua de Duraznos perteneciente al actual municipio de Ckochas de la provincia de Linares en el departamento de Potosí. Viviría parte de su infancia en aquella localidad, pero no estaría por mucho tiempo ya que a sus 11 años de edad emigró a la ciudad de Potosí donde empezó a trabajar como empleada doméstica. El año 1972, Rodríguez se traslada a vivir definitivamente a la ciudad de El Alto.
Ya en la ciudad de El Alto, incursionó en el trabajo de producción de tejidos en los "Clubes de Madres", el cual era un club promovido por la Iglesia Católica. Rodríguez llegaría a ser técnica capacitadora de otras tejedoras. Se casó y tuvo tres hijos pero enviudó muy joven. En 1989, fue miembro fundadora de la Asociación Artesanal Boliviana Señor de Mayo (ASARBOLSEM) en la ciudad de El Alto, el cual es una asociación de mujeres artesanales de donde llegó a ser la directora ejecutiva. Asimismo, Antonia Rodríguez es miembro del tribunal de honor y llegó a ser la directora de la Cámara de Exportadores de La Paz desde 1995.

### Elecciones generales de Bolivia de 1997
Ingresó a la vida política como seguidora del partido político Izquierda Unida. En 1997, Antonia Rodríguez participa en las elecciones nacionales de ese año, postulando a cargo de diputada, pero sin éxito. poco tiempo después, se une al partido del Movimiento al Socialismo.

### Concejal de El Alto (2005-2010)
El año 2004, participa en las elecciones municipales como candidata al cargo de concejal suplente de la ciudad de El Alto. Logra ganar y accede al concejo municipal alteño. En 2008 asume como concejal titular donde estuvo hasta enero de 2010.

### Ministra de Desarrollo Productivo y Economía Plural
El 23 de enero de 2010, el Presidente de Bolivia Evo Morales Ayma posesiona a la dirigenta sindical Antonia Rodríguez Medrano como la nueva ministra Desarrollo Productivo y Economía Plural en reemplazo de Patricia Ballivián.